# Amphinemura lebezi
Amphinemura lebezi är en bäcksländeart som beskrevs av Ignac Sivec 1981. Amphinemura lebezi ingår i släktet Amphinemura och familjen kryssbäcksländor. Inga underarter finns listade i Catalogue of Life.